# Знаменская волость (Изюмский уезд)
Знаменская во́лость — историческая административно-территориальная единица Изюмского уезда Харьковской губернии с волостным правлением в селе Знаменском.
По состоянию на 1885 год состояла из 5 поселений, 5 сельских общин. Население — 3095 человек (1570 человек мужского пола и 1525 — женского), 454 дворовых хозяйства.
|                       | Площадь | В т.ч. пахотной |
| --------------------- | ------- | --------------- |
| Сельских общин        | 2915    | 2619            |
| Частной собственности | 7322    | 1290            |
| Другой собственности  | 33      | 33              |
| В целом               | 10270   | 3942            |

Основные поселения волости:
- Знаменское (Анновка) - бывшее владельческое село при реках Торце и Черкаске в 40 верстах от уездного города Изюма. В селе волостное правление, 210 дворов, 1380 жителей, православная церковь, школа, 2 ярмарки.
- Троицкая - бывшая владельческая деревня при реке Торце, 164 двора, 1137 жителей.

Храмы волости:
- Иоанно-Предтеченская церковь в селе Знаменском.